# Amphicallia kostlani
Amphicallia kostlani là một loài bướm đêm thuộc phân họ Arctiinae, họ Erebidae.